# تونژا
تونژا (به لاتین: Tunzha) یک منطقهٔ مسکونی در روسیه است که در جمهوری آلتای واقع شده‌است.